# Villeneuve-les-Genêts
Villeneuve-les-Genêts és un municipi francès, situat al departament del Yonne i a la regió de Borgonya - Franc Comtat. L'any 2007 tenia 307 habitants.

## Demografia

### Població
El 2007 la població de fet de Villeneuve-les-Genêts era de 307 persones. Hi havia 134 famílies, de les quals 28 eren unipersonals (20 homes vivint sols i 8 dones vivint soles), 61 parelles sense fills, 37 parelles amb fills i 8 famílies monoparentals amb fills.
La població ha evolucionat segons el següent gràfic:
Habitants censats

### Habitatges
El 2007 hi havia 255 habitatges, 136 eren l'habitatge principal de la família, 112 eren segones residències i 7 estaven desocupats. 195 eren cases i 4 eren apartaments. Dels 136 habitatges principals, 108 estaven ocupats pels seus propietaris, 17 estaven llogats i ocupats pels llogaters i 10 estaven cedits a títol gratuït; 3 tenien una cambra, 6 en tenien dues, 23 en tenien tres, 48 en tenien quatre i 55 en tenien cinc o més. 115 habitatges disposaven pel capbaix d'una plaça de pàrquing. A 68 habitatges hi havia un automòbil i a 58 n'hi havia dos o més.

### Piràmide de població
La piràmide de població per edats i sexe el 2009 era:
| Homes | Edats   | Dones |
| ----- | ------- | ----- |
| 0     | 95 o +  | 0     |
| 0     | 90 a 94 | 0     |
| 4     | 85 a 89 | 4     |
| 0     | 80 a 84 | 8     |
| 0     | 75 a 79 | 8     |
| 12    | 70 a 74 | 4     |
| 4     | 65 a 69 | 0     |
| 16    | 60 a 64 | 20    |
| 12    | 55 a 59 | 24    |
| 4     | 50 a 54 | 0     |
| 4     | 45 a 49 | 0     |
| 0     | 40 a 44 | 8     |
| 8     | 35 a 39 | 20    |
| 8     | 30 a 34 | 8     |
| 8     | 25 a 29 | 4     |
| 0     | 20 a 24 | 4     |
| 12    | 15 a 19 | 8     |
| 4     | 10 a 14 | 16    |
| 4     | 5 a 9   | 4     |
| 16    | 0 a 4   | 4     |

## Economia
El 2007 la població en edat de treballar era de 178 persones, 111 eren actives i 67 eren inactives. De les 111 persones actives 100 estaven ocupades (55 homes i 45 dones) i 11 estaven aturades (5 homes i 6 dones). De les 67 persones inactives 28 estaven jubilades, 11 estaven estudiant i 28 estaven classificades com a «altres inactius».

### Ingressos
El 2009 a Villeneuve-les-Genêts hi havia 129 unitats fiscals que integraven 279 persones, la mediana anual d'ingressos fiscals per persona era de 14.970 €.

### Activitats econòmiques
Dels 6 establiments que hi havia el 2007, 1 era d'una empresa de fabricació d'altres productes industrials, 1 d'una empresa de construcció, 2 d'empreses de comerç i reparació d'automòbils i 2 d'empreses d'hostatgeria i restauració.
L'únic servei als particulars que hi havia el 2009 era un paleta.
L'any 2000 a Villeneuve-les-Genêts hi havia 20 explotacions agrícoles que ocupaven un total de 1.696 hectàrees.

## Equipaments sanitaris i escolars
El 2009 hi havia una escola elemental integrada dins d'un grup escolar amb les comunes properes formant una escola dispersa.

## Poblacions més properes
El següent diagrama mostra les poblacions més properes.